# Lamarckdromia
Genre
Lamarckdromia est un genre de Crustacés de la famille des Dromiidae, regroupant trois espèces originaires d'Océanie.

## Répartition
Le genre est réparti en Océanie.

## Systématique
Le genre a été décrit par la biologiste française Danièle Guinot et le carcinologiste brésilien Marcos Tavares (d) en 2003, pour l'espèce type Lamarckdromia globosa, initialement classée dans le genre Dromia par le naturaliste français Jean-Baptiste de Lamarck.

## Liste des espèces
Selon le World Register of Marine Species (21 juin 2022) :
- Lamarckdromia beaglei McLay & Hosie, 2022
- Lamarckdromia excavata (Stimpson, 1858)
- Lamarckdromia globosa (Lamarck, 1818) - la Dromie globuleuse[3]